# Josef Šíma (etnograf)
Josef Šíma (6. února 1859 Karlín – 22. října 1929 Brno) byl český středoškolský profesor kreslení, sběratel lidové výšivky a průkopník národopisné fotografie. Jeho synem byl malíř Josef Šíma.

## Etnograf
V roce 1887 fotograficky dokumentoval svatbu v Javorníku nad Veličkou. Dokumentoval především lidový oděv východní Moravy, moravsko-slovenského pomezí a Slovenska.